# 성간매질

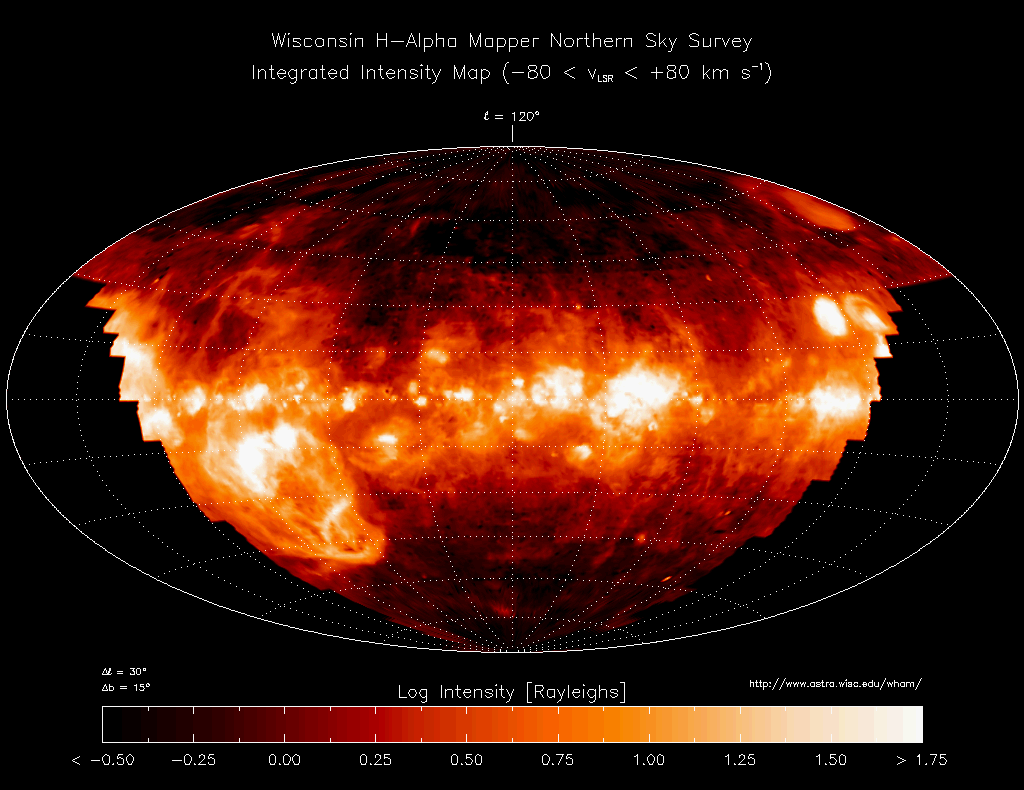

천문학에서 성간 매질(星間媒質, 영어: interstellar medium, ISM) 또는 성간물질(星間物質)은 은하 내의 항성 사이나 항성 바로 근처에 존재하는 물질이나 에너지를 나타낸다. 성간 매질은 천체물리학에서 중요한 역할을 하는데, 특히 항성과 은하 사이에서 중요한 역할을 한다. 항성은 성간매질의 차가운 영역에서 생겨나며, 반대로 항성풍이나 초신성과 같은 것을 통해 성간 매질을 풍부하게 만든다. 이러한 항성과 성간매질 사이의 상호 작용은 은하가 가스 매질을 소진하는 속도를 결정하며, 즉 새로이 항성을 만들어 내는 은하의 수명을 결정한다.
성간 매질의 기체 성분을 성간 기체, 고체 성분을 성간진이라 부른다. 성간진은 우주 먼지 또는 우주진, 성간 기체는 우주 가스 또는 성간 가스로 부르기도 한다.
성간 매질은 지구 상의 개념으로 봤을 때 극단적으로 희박한 플라스마, 즉 원자와 분자, 먼지, 전자기 복사, 우주선, 자기장으로 이루어져 있다. 성간 매질은 일반적으로 99%의 가스 입자와 1%의 먼지로 구성되어 있다. 이러한 물질은 항성간 우주를 채우고 있다. 이러한 농도는 일반적으로 매우 낮아서, 일반적으로 1 입방 센티미터에 몇 입자에서 몇 백 개의 입자가 존재하는 수준이다. 원시 핵합성의 결과로, 이 가스는 대략 90%의 수소와 10%의 헬륨, 여기에 약간의 추가적인 원소(천문학에서 말하는 "금속")로 구성되어 있다.

## 성간물질
표 1은 우리 은하의 ISM을 이루는 구성요소들의 성질 명세를 보여준다.
| 구성요소                         | 부피비 | 높이척도 (단위 pc) | 온도 (단위 K) | 밀도 (단위 atoms/cm³) | 수소의 상태                  | 관측 기법                                              |
| -------------------------------- | ------ | ------------------ | ------------- | --------------------- | ---------------------------- | ------------------------------------------------------ |
| 분자운                           | < 1%   | 80                 | 10—20         | 102—106               | 분자                         | 전파 및 적외선 파장의 분자 방출선과 흡수선             |
| 차가운 중성매질 (CNM)            | 1—5%   | 100—300            | 50—100        | 20—50                 | 중성원자                     | 수소 21 cm 흡수선                                      |
| 따뜻한 중성매질 (WNM)            | 10—20% | 300—400            | 6000—10000    | 0.2—0.5               | 중성원자                     | 수소 21 cm 방출선                                      |
| 따뜻한 전리매질(WIM)             | 20—50% | 1000               | 8000          | 0.2—0.5               | 이온                         | Hα 방출선과 펄사 타이밍 분산                           |
| 전리수소영역                     | < 1%   | 70                 | 8000          | 102—104               | 이온                         | Hα 방출선과 펄사 타이밍 분산                           |
| 코로나 가스 뜨거운 전리매질(HIM) | 30—70% | 1000—3000          | 106—107       | 10−4—10−2             | 이온 (금속들까지 이온화된다) | 엑스선 방출선; 이온화된 금속의 흡수선(주로 자외선에서) |

### 3위상 모델
Field, Goldsmith 그리고 Habing은 1969년에 ISM의 관측된 성질을 설명하기 위해 2위상 평형 모델을 제시했다. 그들이 모델링한 ISM에는 중성이거나 분자 상태인 수소 구름으로 구성된 차갑고 고밀도인 위상(T < 300 K), 그리고 희박한 중성이거나 이온화된 상태인 가스로 구성된 따듯한 위상(T ~ 104 K) 으로 나누어져 있었다. McKee와 Ostriker는 1977년에 2위상 모델에 한가지 위상을 추가했는데, 바로 초신성폭발에 의해 가열된 가스로 구성된 매우 뜨거운 위상 (T ~ 106 K)이다. 이 위상에 해당하는 구성요소는 ISM의 대부분의 부피를 차지한다. 이때의 온도는 여러 원인에 의해 일어난 가열과 냉각이 평형상태에 도달할 수 있는 온도이다. McKee와 Ostriker의 논문은 지난 30년 동안 추가적인 연구의 기초를 형성했으나, 위상과 하위 분류 간의 상대적인 부피 비는 여전히 중요한 연구 대상으로 남아있다.

### 수소 원자 모델
이 모델은 원자 상태인 수소만을 고려한다. 온도가 3,000K보다 높다면 분자 상태를 유지할 수 없고, 5,000K보다 낮은 경우에 수소 원자는 바닥 상태로 남을 수 있다. 이때 헬륨 등의 다른 원자의 영향은 무시할 수 있다고 가정하면, 압력이 매우 낮기 때문에 수소 원자의 자유경로의 지속 시간이 1나노초보다 길다.

### 성간 소광
이러한 물질은, 빛의 강도가 매질을 통과하면서 약해지는 이른바 소광 효과를 유발한다. 이 소광은 특정 파장의 광자가 굴절 및 흡수가 되면서 일어난다. 성간 소광 효과 덕분에 우리가 밤하늘에서 ISM을 맨눈으로도 관측할 수 있게 해주고, 특히 우리은하의 중심부를 관측할 때 어두운 띠 부분이 보이는 것은 이런 성간 소광의 결과물이다. 분자운에 의해 시선 방향에 있는 별빛이 모두 흡수되기 때문이다.
예를 들어, 수소 원자의 일반적인 흡수 파장은 라이먼-알파 변환에 따르면 121.5 nm 정도이다. 즉 해당 파장을 지니는 대부분의 빛이 지구로 오는 과정에 라이먼-알파 흡수에 의해 흡수되므로, 별로부터 방출되는 해당 파장의 빛을 보는 것은 거의 불가능하다.
성간물질의 연구에서 중요한 것으로는 분자구름, 성간구름, 초신성 잔해, 행성상성운, 유사 산란구조 등이 있다.

## 역사
원래, 천문학자들은 우주는 완전한 진공이라고 생각했다. 1913년, 노르웨이의 탐험가이자 물리학자인 크리스티안 버클랜드는 우주가 플라스마외에도 "암흑물질"을 포함하고 있을 것으로 처음으로 예측하였다. 그는, "우주공간이 전자와, 모든 종류의 이온들로 차 있을 것이라고 생각하는 것이 우리가 가질 수 있는 자연스러운 관점이다. 태양계나 성운이 아닌, 이른바 "빈공간"에 엄청난 양의 질량을 지니는 물질이 있을 것이라고 생각하는 것 역시 상식을 벗어난 생각은 아니다" 라고 적었다.

## 행성 간 물질과의 상호 작용
성간물질은 태양계의 행성 간의 물질에서부터 시작하여 끝난다. 태양풍은 태양으로부터 90-100 A.U. 떨어진 파에서 초음속 이하의 속도로 느리다. 이 파를 초과한 지역은 heliosheath 라 불리며, 행성간 물질은 태양풍과 상호 작용을 한다. 보이저1, 지구로부터 가장 멀린 떨어진 사람이 만든 우주선, 2004년 12월 16일에 그 파를 가로질러 지나갔으며, 결국엔 성간물질의 초기 직접적인 조사를 제공하는 성간 공간에 들어갈지도 모른다.

## 성간 소광
성간물질은 별로부터 주로 관측되는 빛의 세기를 감소시키거나 파장을 이동시키는 소광이나 적색화 작용을 한다. 이 효과들은 광자의 흡수와 산란에 의해 일어나며, 어두운 하늘에서 성간물질을 맨눈으로 관측할 수 있는 원인이 된다. 별로 된 원반인 우리은하의 띠에서 볼 수 있는 명백한 틈새는 지구로부터 수천광년 떨어진 분자운에 의해 주위 배경 별빛이 흡수된 것이다.
원자외선 영역의 빛은 성간물질의 중성 성분에 의해 효과적으로 흡수될 수 있다. 예를 들면 수소의 대표적인 흡수선인 라이먼-알파선의 파장은 121.6 nm이다. 그러므로 지구에서 수백광년 이상 떨어진 별에서 이 파장의 빛을 내면 이 빛은 지구로 오는 동안 중성 수소에 의해 대부분 흡수되기 때문에 거의 관측할 수가 없다.

## 온도를 올리는 원리와 온도를 낮추는 원리(heating and cooling)

### 히팅 원리

#### 낮은 에너지의 우주선(cosmic ray)에 의한 힛팅
성간물질의 온도를 높이기 위해 고안된 첫 번째 원리는 낮은 에너지의 우주선에 의한 것이다. 우주선은 분자운을 통과하는 효과적인 히팅 원인이다. 우주선은 이온화 또는 들뜸상태를 통해 가스에 에너지를 전달하거나 쿨롱 상호작용을 통해 자유 전자에 에너지를 준다. 낮은 에너지의 우주선(MeV)은 고에너지 우주선보다 매우 많이 존재하므로 더 중요하다.

#### 광전자 히팅
뜨거운 별에 의해 방출되는 자외선 영역의 복사는 먼지로부터 전자들을 제거할 수 있다. 이 광자는 먼지를 쳐서, 그 일부의 에너지는 전자를 제가할 수 있도록 퍼텐셜 에너지 장벽을 극복하는 데에 사용된다. 이 광자의 에너지는 먼지의 온도를 높여, 전자에게 운동에너지를 주입해 준 것이다. 이는 매우 적은 먼지들에서 이 힛팅방법이 주로 일어난다.

#### 광이온화
전자가 원자로부터 자유로워질때(대표적으로 자외선 영역의 광자의 흡수로부터), 전자는 다음과 같은 공식의 방법으로 운동에너지를 가진다 : {\displaystyle E_{photon}-E_{ionization}}. 이 원리는 HII 지역에서 우세하며, 중성의 탄소 원자가 비교적 없는 희박한 성간물질에서는 무시될 수 있다.

#### X-ray 히팅
X-ray는 원자나 이온으로부터 전자를 제거하며, 이 광전자는 또다른 이온화를 만들 수 있다. 이 세기는 매우 낮지만, 이 원리는 오직 따뜻하며, 덜 희박한 원자 물질에서 효과적으로 일어난다. 예를 들면, 분자운에서는 강한 X-ray는 통과할 수 있어, 이 힛팅 원리가 무시될 수 있다. 이 원리는 초신성 잔해와 같은 X-ray 소스에 가까운 지역에서 일어나지는 않는다.

#### 가스와 먼지덩어리 히팅
먼지 덩어리와 함께 가스 원자와 분자들 간에 높은 밀도안에서 충돌은 열에너지를 줄 수 있다. 이는 HII 지역에서는 중요하지 않다. 왜냐하면, 자외선 영역의 복사가 더 중요하기 때문이다. 이는 낮은 밀도 때문에, 희박한 이온화된 물질에서 중요하지 않다. 중성의 희박한 물질은 항상 더 차갑지만, 낮은 밀도때문에 가스의 쿨링이 효과적이지는 않다.
열 교환의 힛팅은 밀도와 온도가 매우 높은 슈퍼노바 잔해에서 매우 중요하다.
가스와 먼지의 충돌을 통한 가스 힛팅은 특히 높은 밀도의 큰 중성 분자운에서 주로 일어난다. 낮은 optical depth때문에 파장이 긴 적외선 영역의 복사가 깊게 통과할 수 있다. 먼지는 이 복사에 의해 온도가 올라가, 가스와의 충돌을 하면서 열에너지를 준다.

#### 그밖의 히팅 원리
구름의 중력적인 붕괴, 초신성 폭발, 항성풍, HII 지역의 팽창, 초신성 잔해에 의해 만들어진 자기정역학적인 파동

### 쿨링 원리

#### 미세 구조 냉각
미세 구조 냉각 과정은 뜨거운 가스 영역과 분자 구름의 깊숙한 영역을 제외한 성간물질의 대부분 지역에서 지배적으로 일어난다. 중성 물질에 있는 CⅡ나 OⅠ, 혹은 전리수소영역에 있는 OⅡ, OⅢ, NⅡ, NⅢ, NeⅡ, NeⅢ 같은 기본적인 수준에 가까운 미세 구조 레벨을 가지는 풍부한 원자 간에서 가장 효율적으로 발생한다. 또 충돌은 이런 원자들을 더 높은 에너지 레벨로 들뜨게 할 것이고, 결국 에 의한 광자 방출을 통해서 에너지를 영역 밖까지 내보낼 것이다.

#### 허용된 방출에 의한 냉각
더 낮은 온도에서는 미세 구조보다 더 많은 냉각이 충돌에 의해서 이뤄진다. 예를 들어 n = 2 인 수소의 충돌 들뜸은 가라앉음 시에  Ly-α 광자를 만들어낸다. 분자운에서 CO의 회전 천이선이 중요한데, 한번 CO 분자가 들뜨게 되면, 다시 낮은 에너지 레벨로 내려갈 때 분자운을 벗어날 수 있는 에너지를 가진 광자를 방출하여서 분자운의 온도를 낮출 수 있다.

## 같이 보기
- 우주 먼지
- 태양권
- 은하 간 공간
- 우주
- 태양계
- 성간 물질 및 은하 간 물질의 관측 역사